# Charmois-l’Orgueilleux
Charmois-l’Orgueilleux település Franciaországban, Vosges megyében. Lakosainak száma 584 fő (2022. január 1.). Charmois-l’Orgueilleux Uzemain, Vioménil, Xertigny, La Chapelle-aux-Bois, Dommartin-aux-Bois, Escles, Harol, La Haye és La Vôge-les-Bains községekkel határos.

## Népesség
A település népességének változása:
| Lakosok száma | 597  | 591  | 596  | 587  | 592  | 587  | 586  | 585  | 584  |
|               | 2013 | 2015 | 2016 | 2017 | 2018 | 2019 | 2020 | 2021 | 2022 |